# Palazzo Patrizi (Bracciano)
Il Palazzo Patrizi è un edificio di origine baronale che si trova a Castel Giuliano, una frazione del comune di Bracciano. Inizialmente feudo di proprietà Orsini, divenne di proprietà Patrizi Naro Montoro intorno al XVI secolo.

## Storia
Il palazzo nasce su un antico insediamento romano. Durante il medioevo fu edificato un castello di proprietà della famiglia Venturini, che successivamente passò nelle mani degli Orsini. Dal '500 il feudo è di proprietà della famiglia Patrizi Naro Montoro, che restaurarono l'edificio trasformandolo in un palazzo signorile. I lavori di restauro si protrassero oltre il XVIII secolo e coinvolsero fra gli altri l'architetto Sebastiano Cipriani. Durante questi restauri, le sale interne del palazzo furono interamente decorate con pitture ad affresco realizzate da Giuseppe Passeri. Il palazzo conserva oggi un giardino recentemente curato, dove si coltivano diverse varietà di rose. Il palazzo apre al pubblico per due giorni nel mese di maggio, durante la festa delle rose.

## Galleria d'immagini

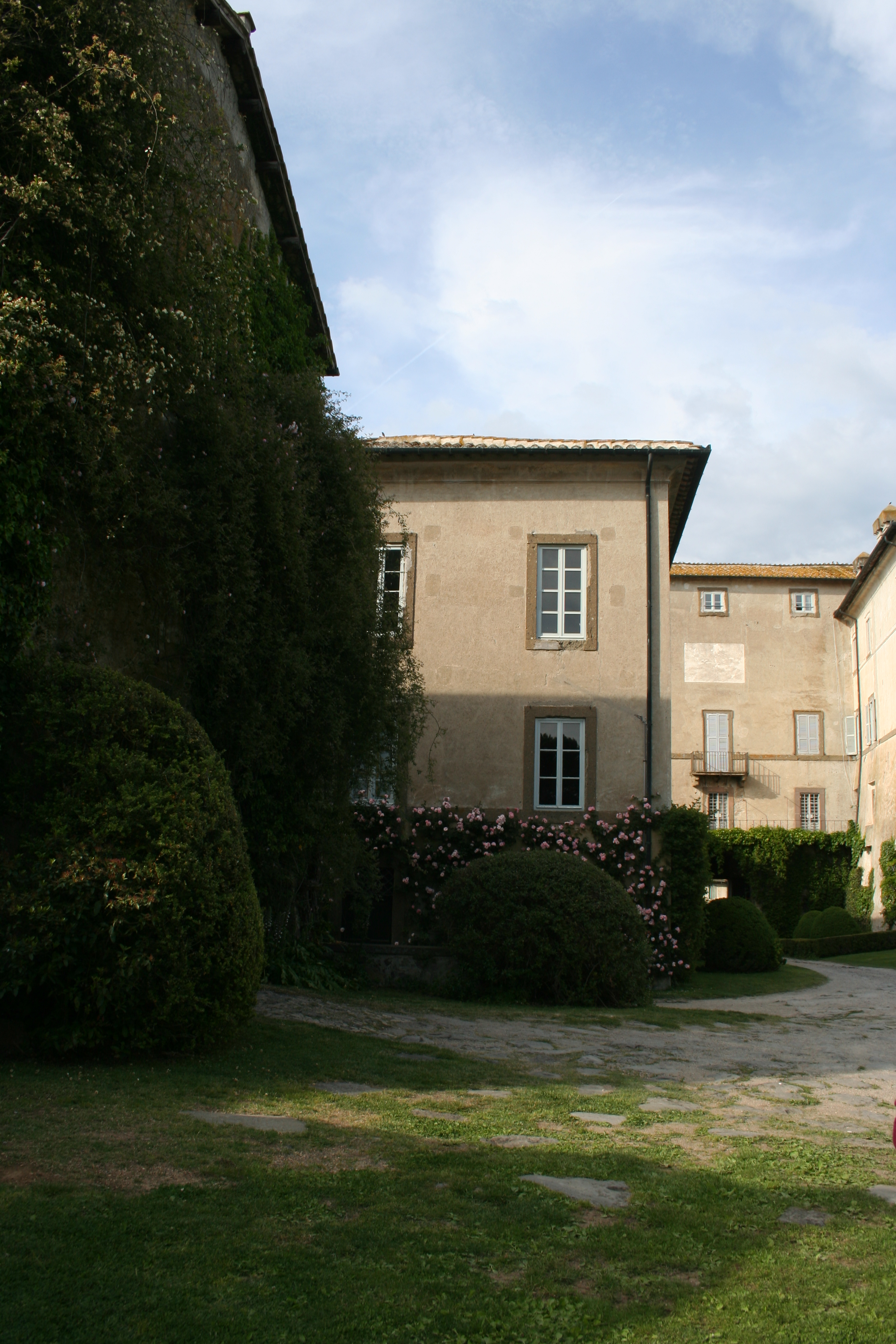
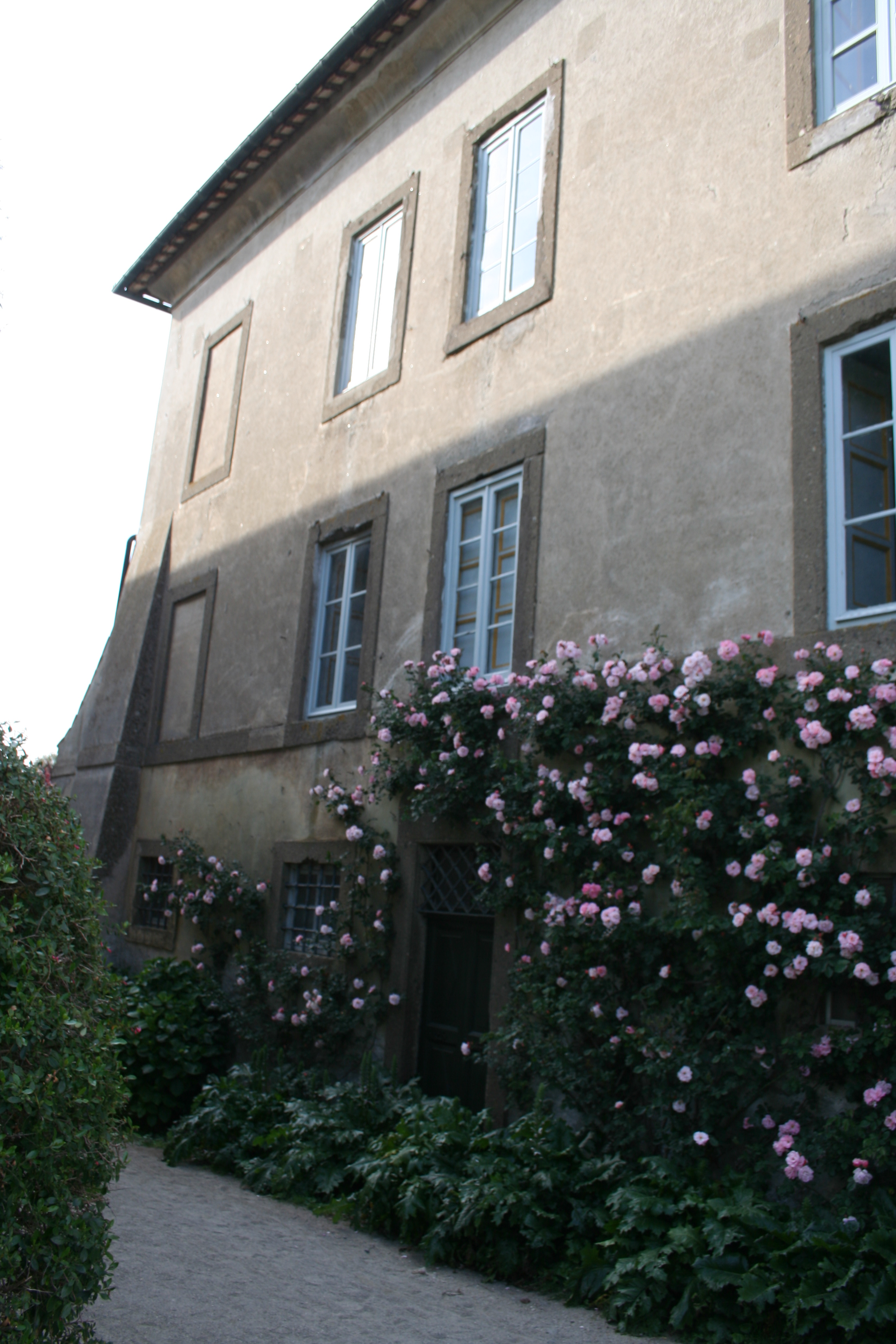
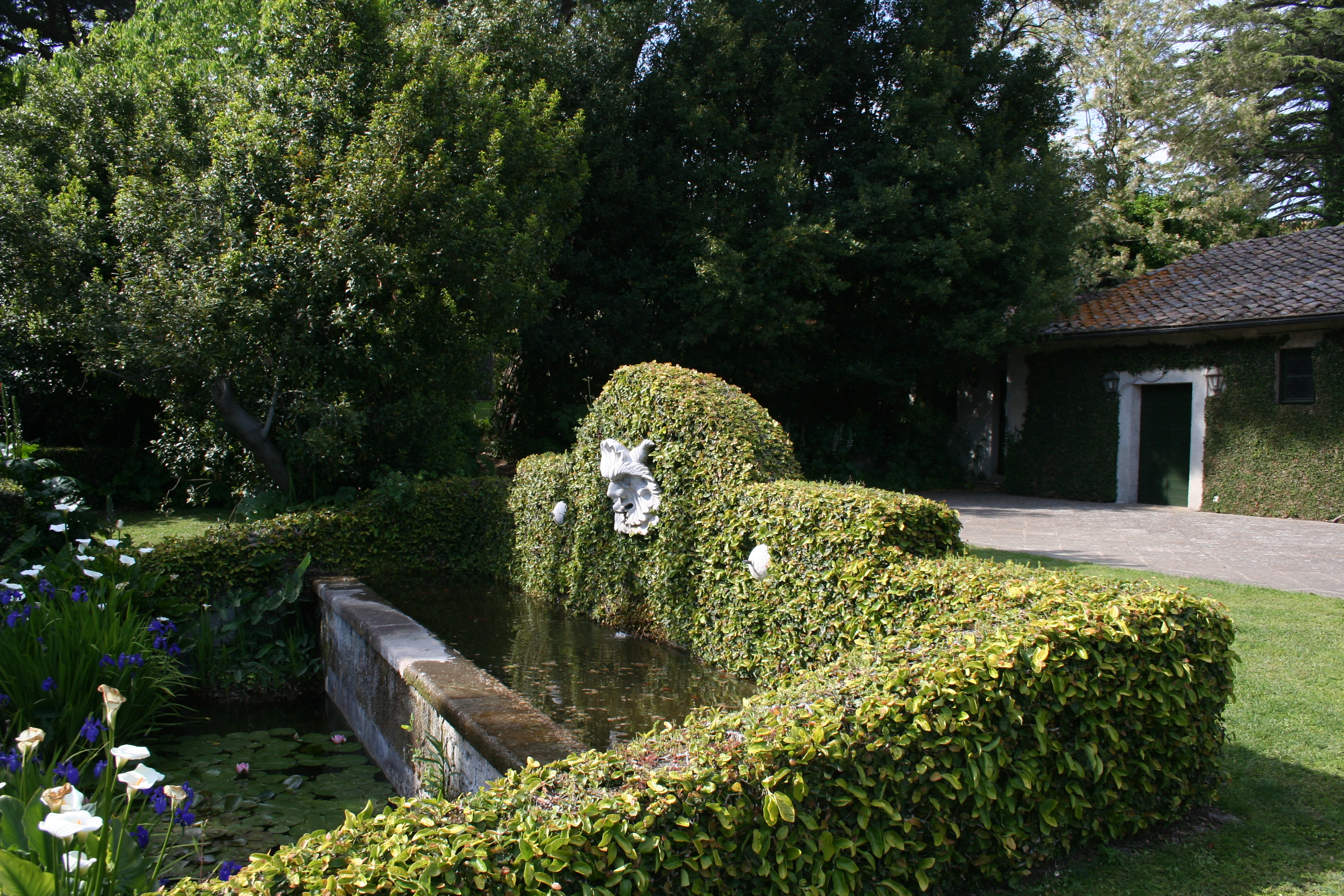
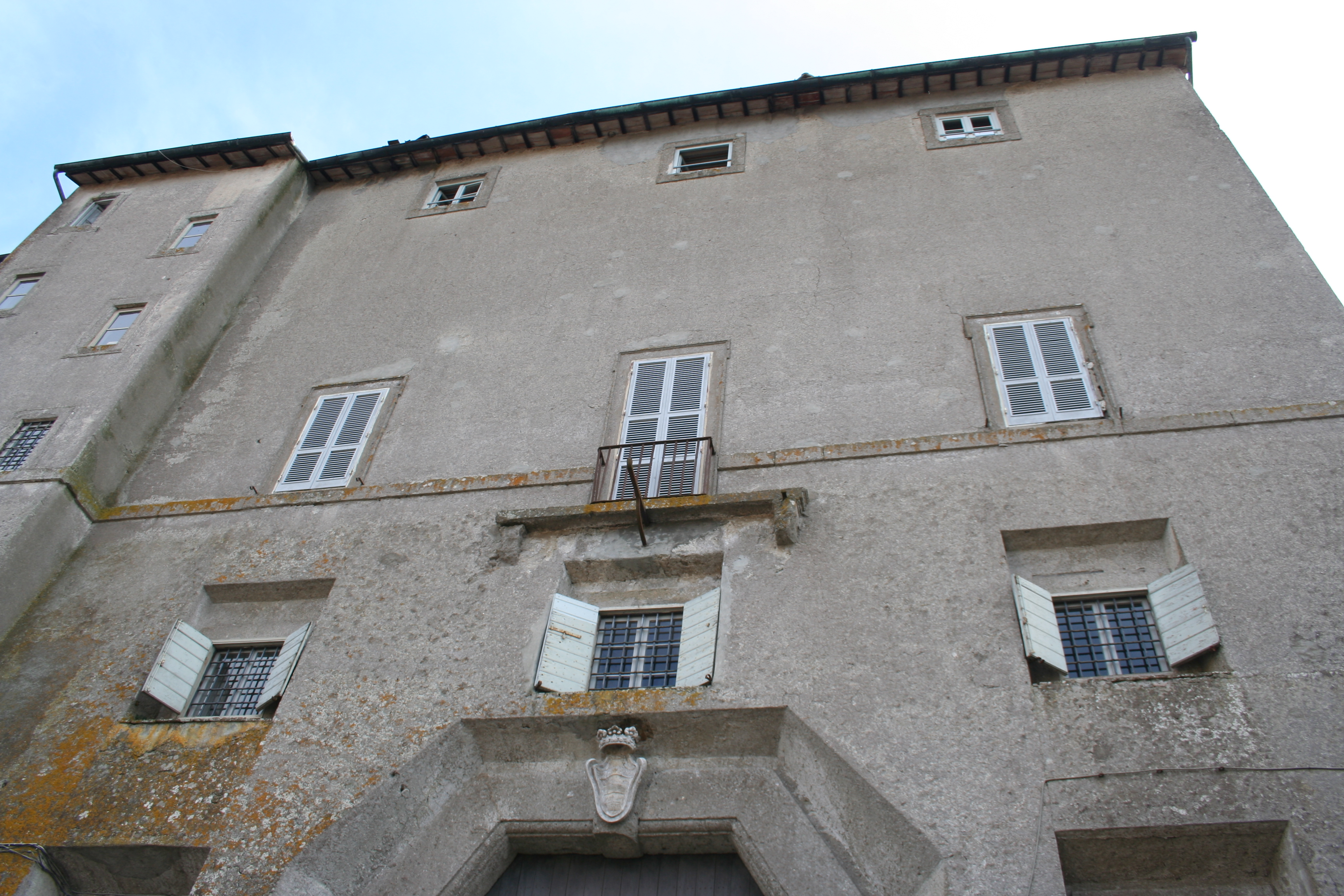
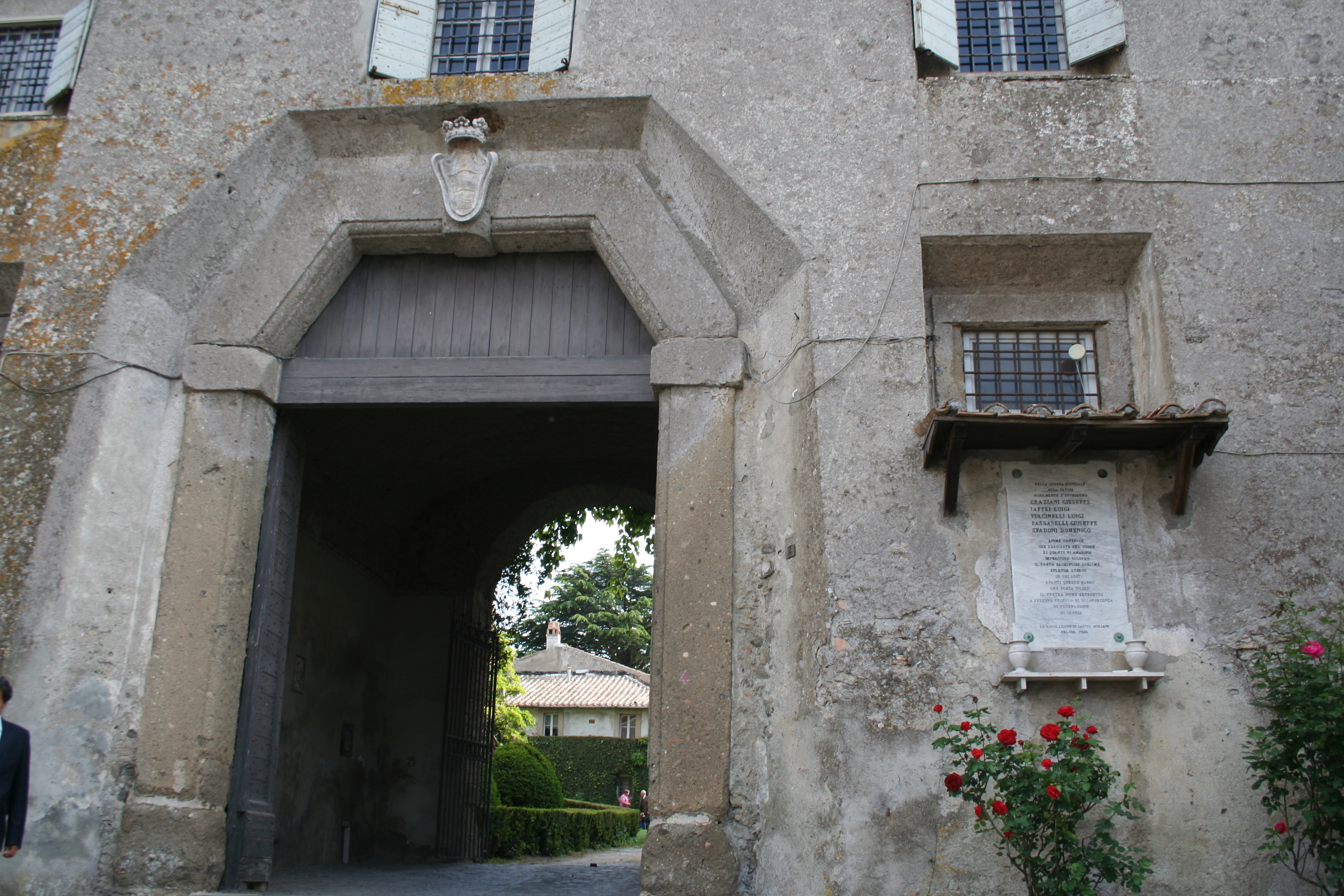